# Howard Raiffa
Howard Raiffa (* 24. Januar 1924; † 8. Juli 2016) war ein US-amerikanischer Mathematischer Statistiker, der für Arbeiten in der Entscheidungstheorie und Spieltheorie bekannt ist.

## Leben und Ausbildung
Raiffa studierte Mathematik an der University of Michigan (Bachelor 1947, Master 1948), wo er 1952 bei Arthur Herbert Copeland (1898–1970) promoviert wurde (Arbitration Schemes for Generalized Two-Person Games), und war Assistant Professor für Mathematische Statistik an der Columbia University. 1960 wurde er Professor (ab 1964 Frank Plumpton Ramsey Professor) an der Harvard University. Zuletzt war er Professor für Managerial Economics an der Harvard Business School und der Harvard Kennedy School (John F. Kennedy School of Government), deren Mitgründer er war. 1994 ging er in den Ruhestand. Er war erster Direktor des 1972 gegründeten International Institute for Applied Systems Analysis in Laxenburg.

## Werk
Raiffa untersuchte Konfliktlösungsstrategien und Verhandlungen. In der Entscheidungstheorie entwickelte er einen auf der Bayes-Statistik basierenden Zugang. Er war Vorsitzender des National Research Council Komitees für Risikoanalyse und Entscheidungstheorie.

## Preise und Ehrungen
- 1968: Aufnahme in die American Academy of Arts and Sciences
- 1976: Frederick-W.-Lanchester-Preis[2]
- 1999: Dickson Prize in Science

Raiffa ist außerdem mehrfacher Ehrendoktor (Carnegie Mellon University, Northwestern University, University of Michigan, Ben-Gurion-Universität im Negev).

## Schriften
- mit Theodore Motzkin, Gerald L. Thompson,  R. M. Thrall The double description method in Contributions to the theory of games, Annals of Mathematical Studies, Princeton 1953, S. 51–73
- mit J. S. Hammond, R. L. Keeney: Smart Choices, Harvard Business School Press, Boston 1998
- mit Keeney Decisions with Multiple Objectives: Preferences and Value Tradeoffs. Wiley, New York. 1976, Reprint bei Cambridge Univ. Press, New York,  1993 (das Buch erhielt den Lanchester Preis)
- mit R. Duncan Luce: Games and Decisions: Introduction and Critical Survey, Wiley, New York. 1957
- mit J. W. Pratt, R. Schaifer ntroduction to Statistical Decision Theory,  MIT Press, Cambridge, 1995
- Decision Analysis: Introductory Lectures on Choices Under Uncertainty,  Addison-Wesley, Reading, 1968
- The Art and Science of Negotiation, Harvard Univ. Press, Cambridge, MA, 1982
- Negotiation Analysis, Harvard Univ. Press, Cambridge, MA, 2002
- mit J. Richardson, D. Metcalfe Negotiation Analysis: The Science and Art of Collaborative Decision, Harvard Univ. Press, Cambridge, MA, 2003
- mit R. Schaifer Applied Statistical Decision Theory. Division of Research, Harvard Business School, Boston, 1961, Paperback Ausgaben MIT Press 1968, Wiley Classics Library 2000